# Thesium panganense
Thesium panganense är en sandelträdsväxtart som beskrevs av Roger Marcus Polhill. Thesium panganense ingår i släktet spindelörter, och familjen sandelträdsväxter. Inga underarter finns listade i Catalogue of Life.